# Batalla de Slavútich
La batalla de Slavútich fue un enfrentamiento militar que tuvo lugar durante la ofensiva de Kiev de la invasión rusa de Ucrania de 2022 en la ciudad de Slavútych, un asentamiento especialmente construido para los trabajadores en la zona de exclusión de Chernóbil. Las fuerzas rusas atacaron y sitiaron la ciudad durante nueve días en marzo de 2022, expulsando a los defensores ucranianos. Al igual que en Konotop, los rusos acordaron con las autoridades ucranianas no entrar en la ciudad a cambio de que los residentes no atacaran u opusieran a las fuerzas rusas.

## Cronología

### Asedio inicial y crisis humanitaria
Las fuerzas rusas rodearon Slavútych el 18 de marzo, sitiando la ciudad y cortando todos los suministros de alimentos y medicinas de fuera de la ciudad. El suministro de electricidad de la ciudad fue desconectado; después de que los empleados de Ukrenergo repararon las líneas eléctricas dañadas para reconectar la ciudad, las fuerzas rusas las dañaron nuevamente. Se establecieron puestos de control de seguridad en las afueras de la ciudad, aunque la evacuación de civiles de la ciudad seguía siendo imposible.
Los combates se intensificaron en la zona de Slavútych el 23 de marzo, después de que las fuerzas rusas abrieran fuego contra un puesto de control de seguridad en las afueras de la ciudad. El bombardeo de las afueras de Slavútych continuó hasta el 24 de marzo, con condiciones dentro de la ciudad sitiada descritas como una «catástrofe humanitaria». El 25 de marzo, surgieron informes de que francotiradores rusos se habían infiltrado potencialmente dentro de la ciudad; el Ayuntamiento de Slavútych emitió un toque de queda como resultado, prohibiendo a los residentes moverse por la ciudad.

### Batalla y retirada rusa
El 26 de marzo, las fuerzas armadas rusas entraron en Slavútych sin oposición, después de atacar los puestos de control armados en las afueras. El hospital de la ciudad fue capturado por las fuerzas rusas. Surgieron informes de que las tropas rusas habían secuestrado al alcalde de Slavútych, Yuri Fomichev; finalmente fue liberado a tiempo para dirigirse a una manifestación de protesta contra la invasión rusa que tuvo lugar más tarde ese día en la plaza de la ciudad. Más de 5000 residentes de la ciudad participaron en la protesta pacífica, hasta que fue interrumpida por las tropas rusas que dispararon disparos de advertencia y lanzaron granadas aturdidoras contra la multitud, hiriendo al menos a un civil. Las imágenes de manifestantes huyendo de granadas aturdidoras circularon en línea internacionalmente; el ataque a una manifestación de protesta pacífica por parte de civiles es un posible crimen de guerra.
En un discurso en la manifestación de protesta, el alcalde de Slavútych aseguró a las fuerzas rusas que no había fuerzas militares o armas dentro de la ciudad, diciéndoles que deberían retirarse como resultado. Posteriormente, las fuerzas rusas se retiraron del centro de la ciudad hacia los suburbios exteriores de la ciudad.
El alcalde de Slavutych acordó permitir que las fuerzas rusas buscaran armas en la ciudad para que aceptaran retirarse de la ciudad. Este proceso se completó el 27 de marzo, y las tropas rusas salieron de Slavútych. Posteriormente, se establecieron corredores humanitarios para permitir que los suministros y la ayuda humanitaria ingresaran a la ciudad y dar a los civiles la oportunidad de evacuar por primera vez en nueve días.